# Église Saint-Nicolas de Buironfosse
L'église Saint-Nicolas de Buironfosse est une église située à Buironfosse, en France.

## Localisation
L'église est située sur la commune de Buironfosse, dans le département de l'Aisne.